# Pas de cow-boy sans cheval
Pour les articles homonymes, voir Cowboy.
Pour plus de détails, voir Fiche technique et Distribution.
Pas de cow-boy sans cheval (A Cowboy Needs a Horse) est un court métrage d'animation américain réalisé par Bill Justice pour Walt Disney Productions, sorti le 6 novembre 1956.

## Synopsis
Ce court dessin-animé raconte le rêve d'un petit garçon (Charly) passionné par la vie de Cow-boy à l'époque des pionniers, dans le Far West américain. Accompagné par une musique de George Bruns, l'enfant parvient, le temps d'un rêve, à se fondre en véritable Cow-boy avec sa monture (d'où le titre A cowboy Needs a Horse signifiant Tout Cow-boy a besoin d'un cheval). Il fume ainsi le Calumet avec un chef indien après avoir emprisonné à l'aide d'un lasso toute sa tribu, arrête un gangster, empêche un train de dérailler sur un pont détruit à la dynamite par des bandits, ou encore sauver une jeune fille kidnappée par un malfrat.

## Fiche technique
- Titre original : A Cowboy Needs a Horse
- Autres titres[2] :
  - Suède : En Cowboy å hans häst
  - France : Pas de cow-boy sans cheval
- Réalisateur : Bill Justice
- Scénario : Dick Kinney, Roy Williams
- Voix : Jud Conlon's Rhythmaires
- Animateur :  Al Coe, Fred Hellmich, Cliff Nordberg, Jack Parr
- Layout : Xavier Atencio
- Décors : Al Dempster, Ralph Hulett
- Musique originale : George Bruns
- Producteur : Walt Disney
- Production : Walt Disney Productions
- Distributeur : RKO Radio Pictures
- Date de sortie : 6 novembre 1956
- Format d'image : Couleur (Technicolor)
- Son : Mono (RCA Photophone)
- Durée : 7 min
- Langue : (en)
- Pays :  États-Unis

## Voix françaises
- Georges Costa et les choristes : les solistes

## Commentaires
Le film comprend la chanson A Cowboy Needs a Horse de Paul Mason Howard et Billy Mills.